# سارکوپلاسم
سارکوپلاسم یا درون‌گوشت  (به انگلیسی: sarcolemma)، سیتوپلاسم سلول عضلانی است.

## ساختمان
بخش بزرگی از سارکوپلاسم با تارچه‌ ها , که رشته‌های طویل پروتئینی متشکل از میوفیلامان‌ها (Myofilaments) هستند پر شده است. سارکوپلاسم همچنین حاوی گلیکوژن است که انرژی سلول را در طی فعالیت‌های شدید فراهم می‌کند. سارکوپلاسم حاوی میوگلوبین نیز هست که اکسیژن را به منظور فعالیت‌های عضلانی آتی ذخیره می‌کند.
در فیبرهای عضلانی , چندین هسته مسطح دیده می‌شود که به سارکولما محکم فشرده شده‌اند.
معمولاً سارکوپلاسم مملو از گلیکوژن، میوگلوبین و اکسیژن است. سطح کلسیم سارکوپلاسم در انقباض فیبرهای عضلانی بسیار مهم است.تارچه یا میوفیبریل‌ها در سارکوپلاسم وجود دارند.